# Alec Lovelace
Alec Lovelace; (1907-1981). Administrador colonial de nacionalidad británica. S. M. Isabel II, le designó Administrador de las islas de Antigua y Barbuda entre 1954 y 1958, y luego fue transferido a la Administración Colonial de Dominica (1959-1967).
| Predecesor: Richard St. John Ormerod Wayne | Administrador de Antigua y Barbuda 1954-1958 | Sucesor: Ian Turbott        |
| Predecesor: Henry Laurence Lindo           | Administrador de Dominica 1959-1967          | Sucesor: Geoffrey Colin Guy |

- Datos: Q1683109